# Врхоле при Словенских Коњицах
Врхоле при Словенских Коњицах (словен. Vrhole pri Slovenskih Konjicah) је насељено место у општини Словенска Бистрица, Подравска регија, Словенија.

## Историја
До територијалне реорганизације у Словенији биле су у саставу старе општине Словенска Бистрица.

## Становништво
У попису становништва из 2011. године, Врхоле при Словенских Коњицах су имале 319 становника.
| Број становника према пописима | Број становника према пописима | Број становника према пописима |
| ------------------------------ | ------------------------------ | ------------------------------ |
| 1991                           | 2002                           | 2011                           |
| 269                            | 277                            | 319                            |

Напомена: До 1953. исказивано под именом Врхоле.